# Tibesti
 For alternative betydninger, se Tibesti (flertydig). (Se også artikler, som begynder med Tibesti)
Tibesti-bjergene er en bjergkæde i Sahara, som består af sovende vulkaner. Det meste af kæden ligger nord i Tchad, men dele af nordskråningen går ind i Libyen. Den højeste top er Emi Koussi på 3415 meter.
20°47′N 18°03′Ø / 20.78°N 18.05°Ø